# Song of the Loon
Song of the Loon je americký hraný film z roku 1970, který režíroval Andrew Herbert podle stejnojmenného románu Richarda Amoryho z roku 1966.

## Děj
Příběh začíná roku 1870. Cowboy Cyrus vypráví svým přátelům o své dávné lásce, kdy se zamiloval do Epraphima. Ten se vydal na Divoký západ, aby utekl před svým milencem Montgomerym a rozhodl se vyhledat indiánského šamana, aby mu pomohl nalézt odpovědi na životní otázky.

## Obsazení
| John Iverson     | Cyrus Wheelwright |
| Morgan Royce     | Ephraim MacIver   |
| Lancer Ward      | John              |
| Jon Evans        | Montgomery        |
| Brad Fredericks  | Calvin            |
| John Kalfas      | Singing Heron     |
| Martin Valez     | Acomas            |
| Michael Traxon   | Tiasholah         |
| Lucky Manning    | Bear-Who-Dreams   |
| Brad Della Valle | Tsi-Nokha         |
| John Drake       | Luke              |
| Robert Vilardi   | Plum-of-the-Night |